# جوليو سيزار رودريغوس دي سوزا
جوليو سيزار رودريغوس دي سوزا هو لاعب كرة قدم برازيلي في مركز الوسط، ولد في 16 نوفمبر 1980 في ساو باولو في البرازيل. لعب مع نادي بوسان أي بارك ونادي يانغون يونايتد.